# Toshihiro Uchida
Toshihiro Uchida (内田 利広 Uchida Toshihiro?), född 12 augusti 1972 i Nagasaki prefektur, är en japansk före detta fotbollsspelare.
Uchida började sin karriär 1995 i Nagoya Grampus Eight. Med Nagoya Grampus Eight vann han japanska cupen 1995. 1997 flyttade han till Cerezo Osaka. Han avslutade karriären 2000.